# Plan B Skateboards
Plan B Skateboards is een bedrijf dat skateboards fabriceert.

## Geschiedenis
In 1991 kwam skateboarden in een nieuw tijdperk. Sommige van de beste professionals wilden iets anders dan wat de huidige bedrijven in die tijd deden. Zo is Plan B ontstaan. Het project werd geleid door Mike Ternasky. Plan B was in die tijd het grootste bedrijf en een voorbeeld voor kleinere bedrijven.
In 1995 overleed Ternasky bij een auto-ongeluk. Het bestuur kwam in handen van Danny Way en Colin McKay. Door het overlijden van hun teamgenoot, probeerden ze zich te focussen op hun carrières. Toen dit niet lukte, stopten ze met het bedrijf.
In 2005 keerde Plan B terug, in samenwerking met Syndrome Distribution.

## Team

### Team 1991-1995
- Danny Way
- Matt Hensley
- Rodney Mullen
- Mike Carroll
- Sean Sheffey
- Rick Howard
- Colin McKay
- Pat Duffy
- Sal Barbier
- Ronnie Bertino
- Jeremy Wray

### Team 2005+
- Colin McKay
- Danny Way
- Paul Rodriguez Jr.
- Ryan Gallant
- PJ Ladd
- Pat Duffy
- Darrell Stanton
- Brian Wenning
- Torey Pudwill
- Ryan Sheckler (Hij verliet Almost Skateboards 2 januari 2007 voor Plan B)
- Ronson Lambert (Als eerste amateur)
- Chris Cole
- Chris Joslin
- Leticia Bufoni
- Felipe Gustavo
- Trevor Mcclung
- Aurelian Giraud

## Video's
- 1992 - Questionable
- 1993 - Virtual Reality
- 1995 - Second Hand Smoke
- 1998 - The Revolution
- 2006 - Life After Death
- 2010 - Superfuture Promo
- 2014 - True